# Rasm al-Abd Mistaha
Rasm al-Abd Mistaha – wieś w Syrii, w muhafazie Aleppo, w dystrykcie Manbidż. W 2004 roku liczyła 1263 mieszkańców.